# Johann Heel
Johann Heel (* 15. August 1685 in Pfronten-Ried; † 31. März 1749 in Göggingen) war ein süddeutscher Barockmaler. Seine Arbeiten sind überwiegend im heutigen Bayerisch-Schwaben zu finden.

## Leben

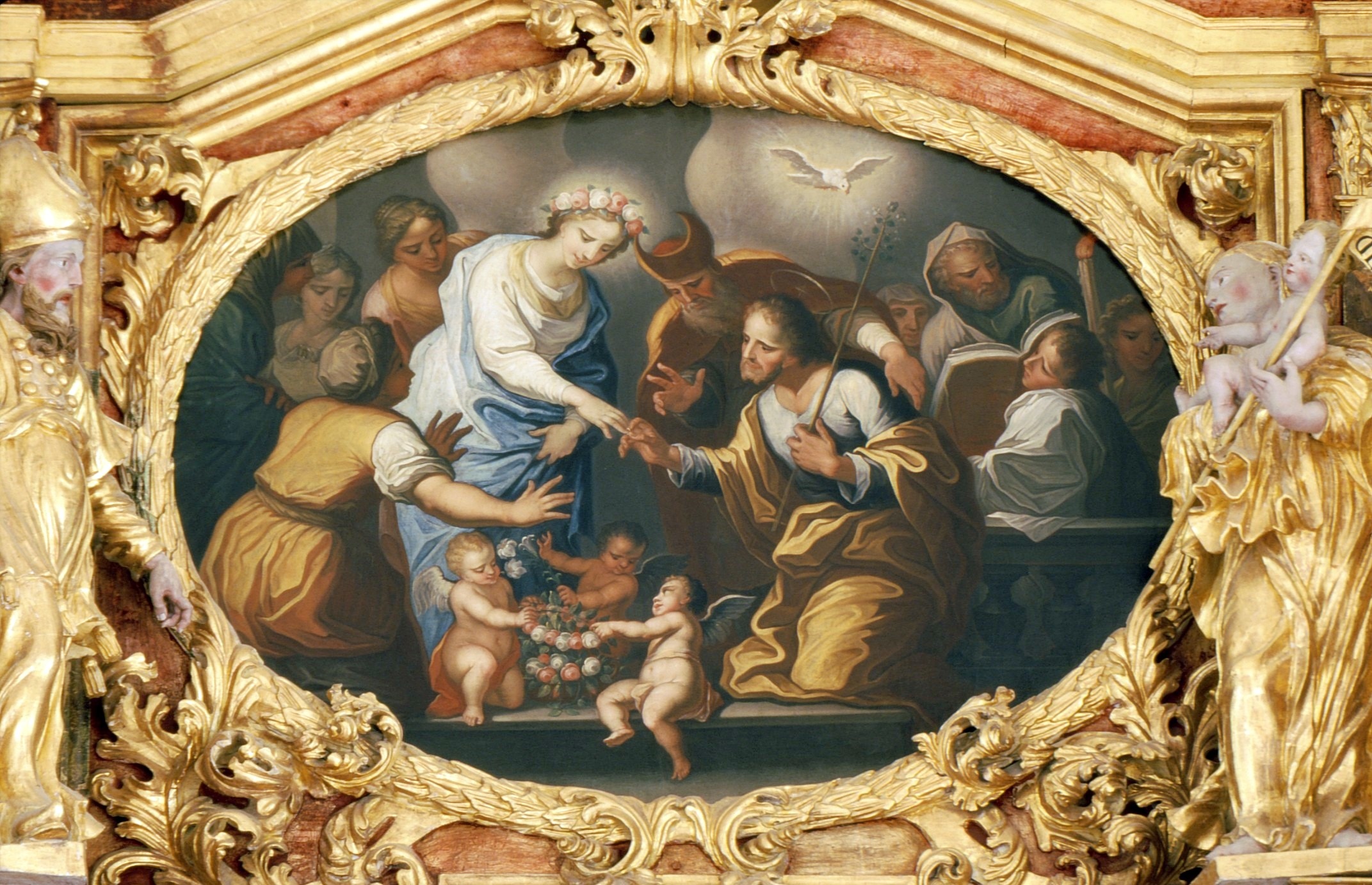
Verlobung Mariens, im Hochaltar der Zunftkirche in Bichelbach

Heel kam als ältester Sohn des wohlhabenden Pfrontener Fuhrunternehmers, Bräuers, Gast- und Landwirts Martin Heel zur Welt. Durch den frühen Tod seiner Mutter und die zweite Eheschließung des Vaters verlor er jedoch seinen Anspruch auf die elterliche Gastwirtschaft. Johann konnte deshalb einen Beruf erwählen, der voll seiner Neigung und künstlerischen Begabung entsprach. Dass eine derartige Veranlagung in der Familie gegeben war, zeigte sich auch bei seinem jüngeren Halbbruder Peter Heel (1696–1767), der Bildhauer wurde.
Am 29. September 1699 begann Johann Heel eine vierjährige Malerlehre bei Johann Georg Knappich (1637–1704) in Augsburg. Nach dem Tod seines Lehrmeisters erfolgte am 14. September 1704 der Freispruch durch dessen „Vetter“, dem Maler Johann Rieger. 1717 heiratete Heel die Maria Anna Schneider von Pfronten-Röfleuten, eine Schwester der Frau seines Halbbruders Peter. Mit ihr kaufte er am 29. März 1717 das ehemalige „Bühlersche Gartengut“ in Göggingen bei Augsburg. Dort kam dann 1722 sein Sohn Johann Baptist Heel zur Welt, der auch Maler wurde.

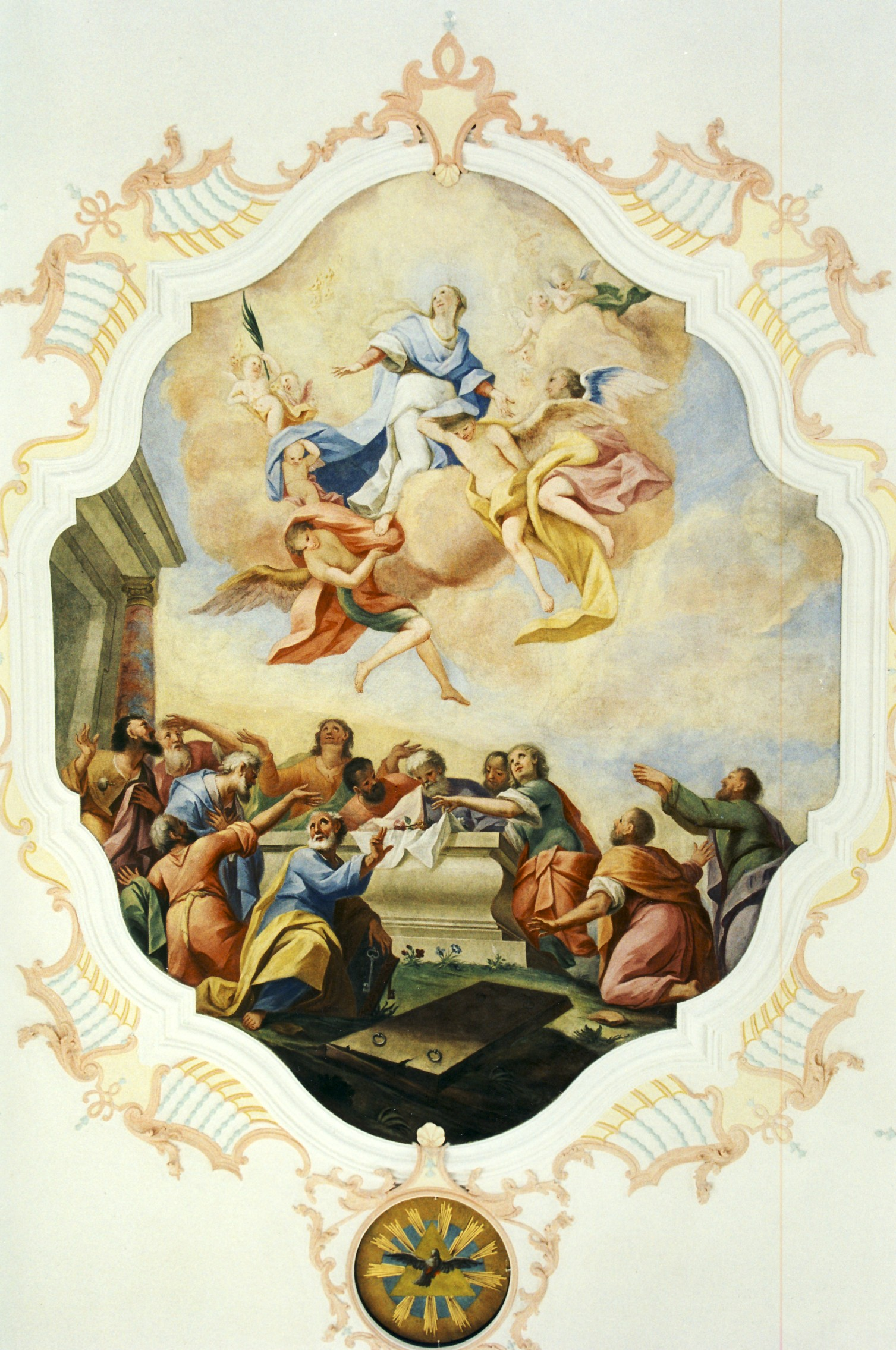
Himmelfahrt Mariens, Fresko in der Pfarrkirche Hohenfurch

Für seine Bilder verwendete er, wie viele andere Maler der damaligen Zeit, auch Stichvorlagen von Johann Georg Bergmüller (1688–1762). Motive des mit Heel gleichaltrigen Cosmas Damian Asam (1686–1739) kommen ebenfalls in Heels Werk vor. Dass Heel als untergeordneter Mitarbeiter auch an Asams Großaufträgen in Weingarten (1718) und Aldersbach (1720) beteiligt war, lässt sich lediglich vermuten, bislang aber nicht nachweisen.

## Werk
Fresken
Nur wenige der Fresken Johann Heels sind unverändert erhalten geblieben. Die meisten wurden bei Restaurierungen im barockfeindlichen 19. Jahrhundert ungünstig verändert oder gar übermalt. Auch spätere Freilegungen verhalfen ihnen nicht mehr zu ihrem ursprünglichen Aussehen. An den Arbeiten ab etwa 1740 könnte auch Heels Sohn Johann Baptist beteiligt gewesen sein. Wenn nichts anderes angegeben ist, handelt es sich bei den aufgeführten Arbeiten um die Gesamtfreskierung in der jeweiligen Kirche.
- um 1710: Bichlbach/Tirol: Zunftkirche zum hl. Josef Z

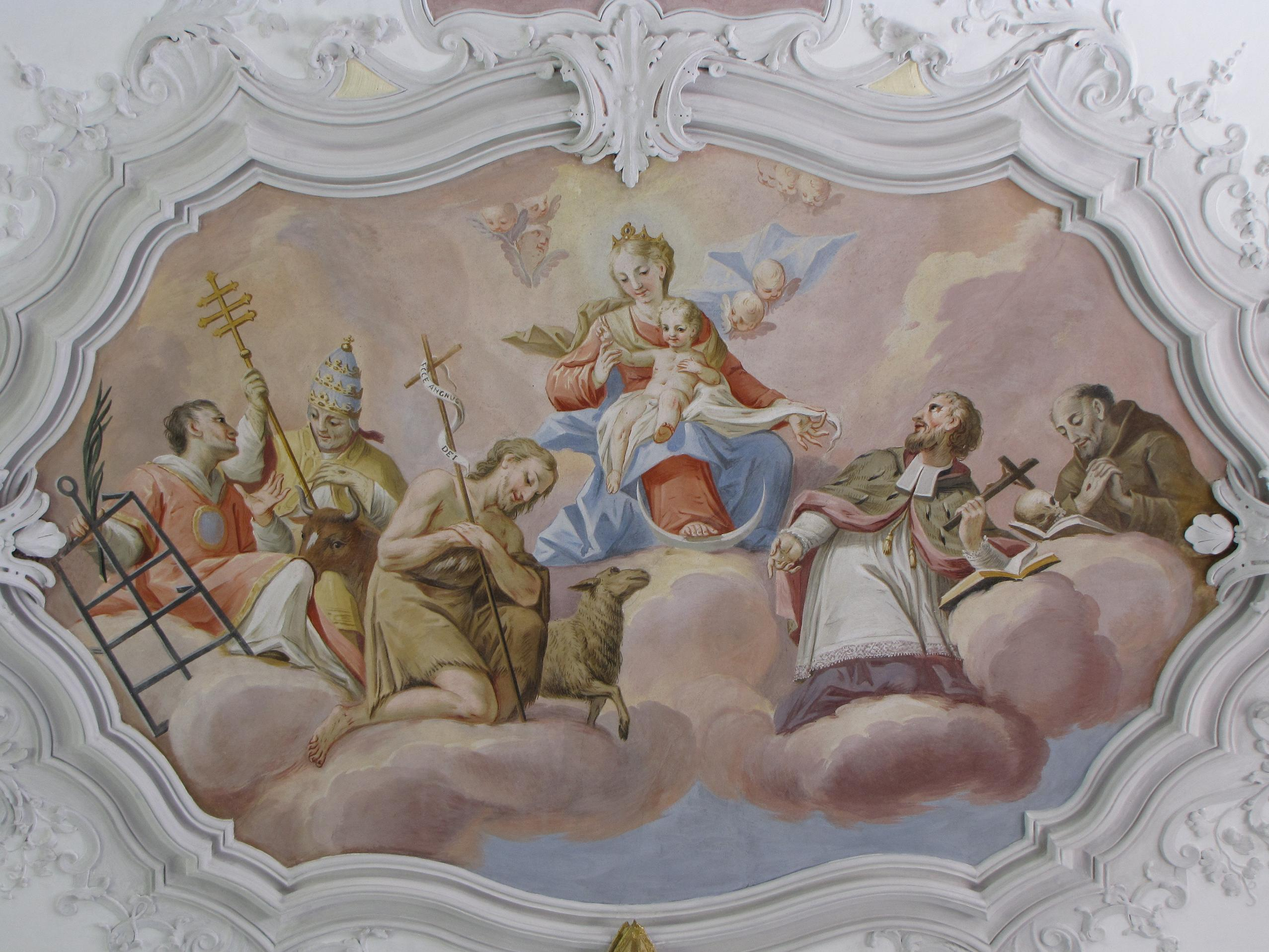
Muttergottes mit Heiligen, Deckenfresko in der Pfarrkirche Mauerstetten

- 1723/24: Bernbeuren: Pfarrkirche St. Nikolaus (Langhaus) S
- um 1725/30(?): Füssen: Kapelle St. Anna (Mittelfresko) Z
- 1725/30: Pfronten-Heitlern: Filialkirche St. Leonhard A
- 1727: Roßhaupten: Pfarrkirche St. Andreas S, D
- um 1728: Frauentödling/Niederbayern: Kirche Mariä Himmelfahrt S
- 1729: Inningen: Pfarrkirche St. Peter und Paul A
- 1729: Pinswang/Tirol: Pfarrkirche Pinswang hl. Ulrich S, D
- 1730: Buchloe: Stadtpfarrkirche zur Göttlichen Mutter Z
- 1730: Weißensee: Pfarrkirche St. Walburga A, D
- um 1730: Steingaden-Kreuzberg: Filialkirche Hl. Kreuz Z
- um 1730: Rettenberg: Pfarrkirche St. Stephan (größtenteils wohl übermalt) Z
- 1732: Füssen: Ehem. Kloster St. Mang (Fresko über dem Tor) A
- 1732: Leitershofen: Alte Pfarrkirche St. Oswald Z Erinnerungsgemälde zum Neubau des Rathauses, im Heimatmuseum Marktoberdorf

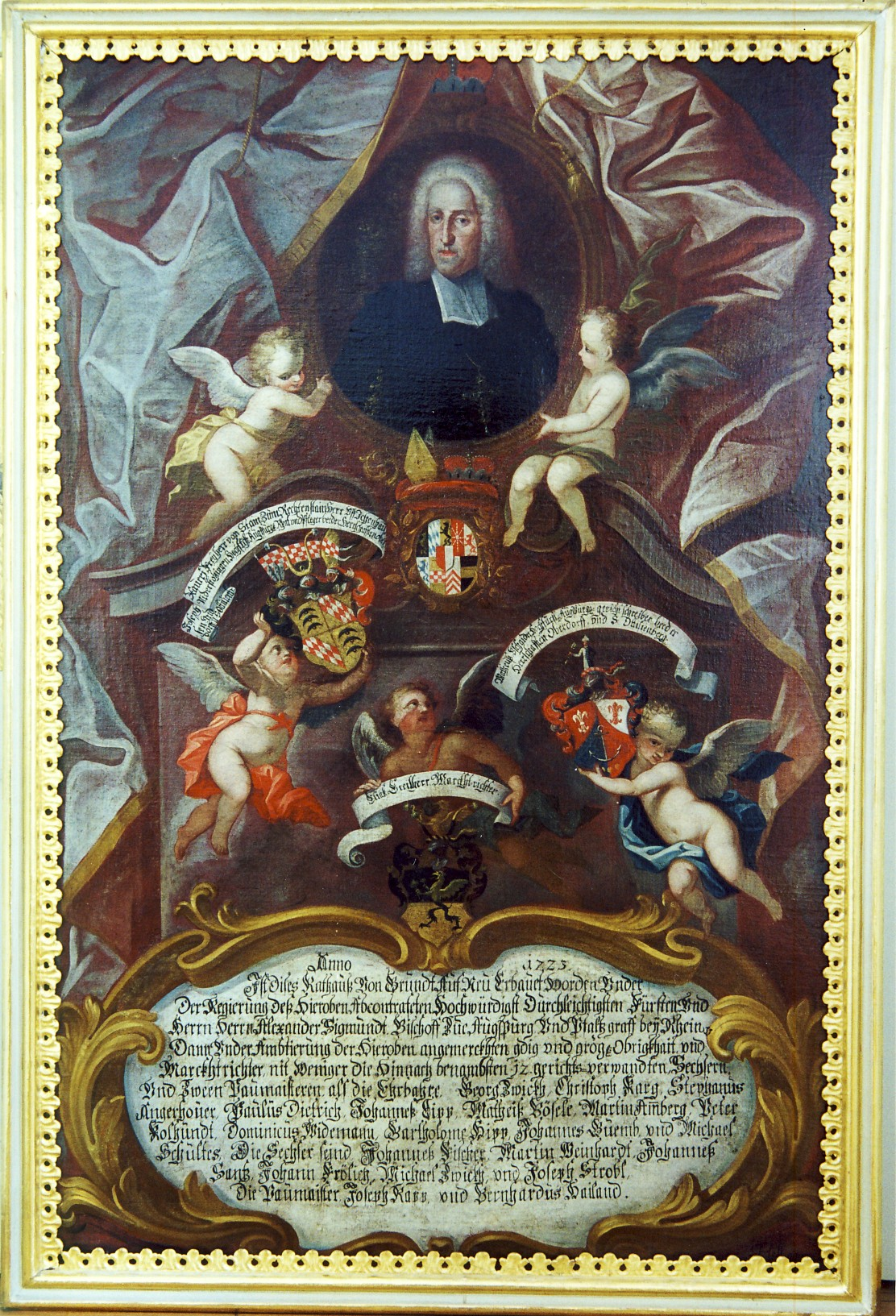
Erinnerungsgemälde zum Neubau des Rathauses, im Heimatmuseum Marktoberdorf

- 1735/36: Geisenried: Pfarrkirche St. Alban (Chor) Z
- 1736: Bernbeuren: Marienkapelle Z
- 1738: Mauerstetten: Pfarrkirche St. Vitus S, D
- 1740: Schwabmünchen: Kapelle zur Schmerzhaften Muttergottes Z
- um 1740: Rückholz-Schönewald: Kapelle St. Antonius Z
- nach 1741: Wehringen: Pfarrkirche St. Georg Z
- 1743: Füssen: Ehem. Gartenpavillon des Klosters St. Mang Z
- 1747: Lengenfeld: Pfarrkirche St. Nikolaus Z
- vor 1749: Hohenfurch: Pfarrkirche Mariä Himmelfahrt (auch Kreuzweg) S, D(?)

Tafelbilder
Hier handelt es sich mehrheitlich, aber nicht ausschließlich, um Altarblätter. In Klammer wird die Anzahl der jeweils von Johann Heel gemalten Bilder angegeben.
- um 1710: Bichlbach/Tirol: Zunftkirche zum hl. Josef (3) S
- 1715: Maria-Rain: Pfarr- und Wallfahrtskirche Maria Rain (4) S, D
- 1723: Marktoberdorf: Heimatmuseum (1) S, D
- 1726: Pfronten-Ösch: Heimatmuseum im Karzer (1) S, D
- 1728(?): Pfronten-Röfleuten: Kapelle St. Johannes Evangelist (2) Z Muttergottes mit Jesuskind, Altarblatt in der Pfarrkirche Leuterschach

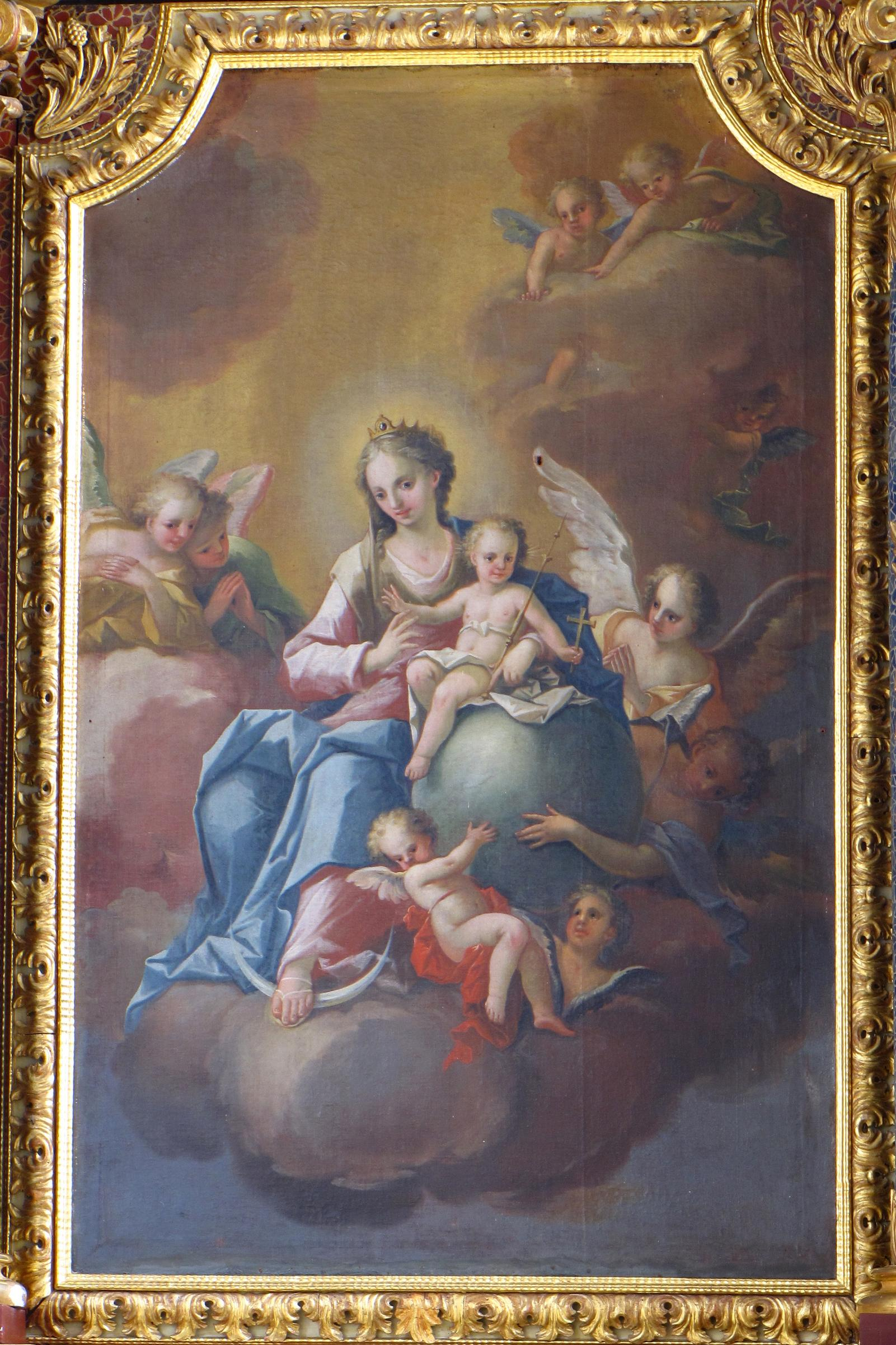
Muttergottes mit Jesuskind, Altarblatt in der Pfarrkirche Leuterschach

- 1728(?): Füssen: Filialkirche St. Sebastian (2) S
- um 1729: Buchloe: Stadtpfarrkirche zur Göttlichen Mutter (1) Z
- 1729: Inningen: Pfarrkirche St. Peter und Paul (1) Z
- 1730: Weißensee: Pfarrkirche St. Walburga (6) A
- um 1730: Kranzegg: Marienkapelle (1) Z
- 1735: Lengenfeld: Pfarrkirche St. Nikolaus (2) A
- 1735/36: Bobingen: Pfarrkirche St. Felicitas (1) A
- 1737: Leuterschach: Pfarrkirche St. Johannes Baptist (5) Z
- um 1740: Pfronten-Berg: Pfarrkirche St. Nikolaus (14) Z
- 1741: Rückholz: Pfarrkirche St. Georg (2) Z
- um 1742: Reinhartshausen: Pfarrkirche St. Laurentius (7) S und Z
- um 1744/45: Thannhausen: Pfarrkirche Mariä Himmelfahrt (2) Z
- um 1747: Gundelfingen: Stadtpfarrkirche St. Martin (1) S

Fassarbeiten
- 1735/36: Bobingen: Pfarrkirche St. Felicitas (Hochaltar) A
- 1737: Batzenhofen: Pfarrkirche St. Martin (Vergoldungen) A

Anmerkung: In den Abschnitten Fresken, Tafelbilder und Fassarbeiten werden folgende Abkürzungen verwendet: A = archivalisch belegte Arbeit, S = signierte Arbeit, D = datierte Arbeit, Z = Zuschreibung (nur Zuschreibungen, die als sicher gelten)